# دي شارب
دي شارب (بالإنجليزية: Dee Sharp)‏ هو موسيقي بريطاني، ولد في 1956.